# سیف یوسف
سیف یوسف (انگلیسی: Saif Yousef؛ زادهٔ ۱۰ ژانویهٔ ۱۹۸۹) یک بازیکن فوتبال اهل امارات متحده عربی است.